# Iona (Florida)
Iona is een plaats (census-designated place) in de Amerikaanse staat Florida, en valt bestuurlijk gezien onder Lee County.

## Demografie
Bij de volkstelling in 2000 werd het aantal inwoners vastgesteld op 11.756.

## Geografie
Volgens het United States Census Bureau beslaat de plaats een oppervlakte van
26,5 km², waarvan 18,5 km² land en 8,0 km² water.

## Plaatsen in de nabije omgeving
De onderstaande figuur toont nabijgelegen plaatsen in een straal van 16 km rond Iona.